# 友崎玲
友崎玲（日語：友崎りん、ともさき りん，1980年12月2日—）日本AV女優，身高160cm，三圍：86cm（C-70），W：58cm，H：87cm。2000年出道，原隸屬KUKI 集團，後來陸續加盟WANZ、SOD 等獨立公司，外形清純，有一雙明亮的大眼睛。拍片內容近於激情，如綑綁、監禁等不時出現，處女作片名叫做《清純》，同年4月出版写真集「ring」，目前已引退。

## AV作品
- 清純　（2000年1月18日、宇宙企画）
- 恋ルージュ　（2000年2月20日、宇宙企画）
- 新・妹の下着19　（2000年3月28日、KUKI）
- 真珠の涙　（2000年4月16日、宇宙企画）
- 花嫁の生下着9　（2000年5月23日、KUKI）
- 吸淫ワイセツ　（2000年6月10日、宇宙企画）
- No.1　（2000年7月27日、KUKI）